# Gorączka (film 1995)
Gorączka (Heat) – film sensacyjno-kryminalny produkcji USA z roku 1995 z Alem Pacino oraz Robertem De Niro w głównych rolach. De Niro gra profesjonalnego złodzieja Neila McCauleya. Pacino wciela się w rolę porucznika Vincenta Hanna, doświadczonego policjanta wydziału zabójstw policji Los Angeles, tropiącego De Niro. Główny wątek oparty jest na motywach śledztwa prowadzonego w roku 1980 przez chicagowskiego policjanta Chucka Adamsona przeciwko przestępcy McCauleyowi, od którego bohater De Niro wziął swoje nazwisko.
Reżyserem oraz autorem scenariusza jest Michael Mann. Film nakręcono na podstawie scenariusza telewizyjnego Prosto z Los Angeles z 1989, autorstwa tego samego reżysera.
Gorączka odniosła sukces kasowy, przynosząc 67 milionów dolarów zysku w Stanach Zjednoczonych i 187 milionów dolarów na świecie.

## Fabuła
Życiowym credo Neila McCauleya (Robert De Niro), zawodowego złodzieja, jest: nie mieć nikogo ani niczego, czego nie można by rzucić w ciągu trzydziestu sekund, gdy nagle zrobi się gorąco. On i jego koledzy po fachu m.in. nałogowy hazardzista – Chris Shiherlis (Val Kilmer), Michael Cheritto (Sizemore) napadają na wóz pancerny, z którego zabierają równowartość 1,6 miliona dolarów w papierach wartościowych. Dochodzi przy tym do niezamierzonego rozlewu krwi.
Śledztwem w tej sprawie zajmuje się Vincent Hanna (Al Pacino), jeden z najlepszych detektywów wydziału rabunków i zabójstw policji Los Angeles. Drużyna Hanny niezwłocznie rozpoczyna pracę i znajduje ślady prowadzące do sprawców rabunku. W tym czasie McCauley planuje kolejny skok – kradzież 12 milionów dolarów gotówki z banku. Policyjny informator powiadamia Vincenta o tym planie, co ma doprowadzić do konfrontacji złodziei z policją tuż po opuszczeniu banku. W jednej z najbardziej trwożących scen współczesnego kina, De Niro wystrzeliwuje kilka magazynków amunicji z karabinka M4 w kierunku policjantów, na co owi odpowiadają ogniem. Scena rozgrywa się na skwerze pełnym przechodniów w Los Angeles. Po strzelaninie McCauley ucieka z ranionym Shiherlisem do domu współorganizatora napadów, Nate’a (Jon Voight), zaś Cheritto ginie zastrzelony z karabinu Hanny. W scenie widać postrzelenie co najmniej jednego cywila oraz wielu policjantów.
McCauley łamie swoje credo zakochując się w Eady (Amy Brenneman) – bibliotekarce i graficzce. Skłonność do hazardu Chrisa Shiherlisa wpływa negatywnie na jego małżeństwo z Charlene (Ashley Judd) – byłą striptizerką. Jedną z ich obaw jest ujęcie Chrisa oraz oskarżenie Charlene o współudział w przestępstwach. W punkcie kulminacyjnym filmu musi ona zdecydować, czy wydać męża wymiarowi sprawiedliwości nie skazując tym samym wspólnego dziecka na oddanie do domu dziecka. Hanna, nałogowy pracoholik, zaniedbuje swoją trzecią żonę Justine (Diane Venora) oraz jej córkę Lauren (Natalie Portman). W ujęciu Justine, nie żyje już z nią lecz żyje ofiarami zbrodni, jakie widzi co dzień. „Stał się tym, co goni jako policjant”. Ich związek dociera do punktu krytycznego a ostateczna decyzja o ewentualnym wspólnym życiu jest tyle smutkiem, co ulgą.
Szczegółowość efektów pracy reżysera Gorączki jest pełna – film zdumiewa swoja autentycznością: scena strzelaniny była konsultowana z byłym specem SAS-u, Andym McNabbem, a szczegóły napadów (rozbieranie skrzynek systemu alarmowego, podpinanie się pod linie sieci telekomunikacyjnej) pozostawia u widza wrażenie „tak, właśnie tak to się robi”.
Jedną z pamiętnych scen filmu jest rozmowa Pacino i De Niro w kawiarni, kilka dni przed napadem na bank. Scena ta, wyznaczając środek filmu, jest pierwszą, w której widać dwóch aktorów w jednym ujęciu.

## Obsada
- Al Pacino – por. Vincent Hanna
- Robert De Niro – Neil McCauley
- Val Kilmer – Chris Shiherlis
- Jon Voight – Nate
- Tom Sizemore – Michael Cheritto
- Danny Trejo – Trejo
- Diane Venora – Justine Hanna
- Amy Brenneman – Eady
- Ashley Judd – Charlene Shiherlis
- Mykelti Williamson – sierż. Drucker
- Kevin Gage – Waingro
- Wes Studi – detektyw Casals
- Ted Levine – Bosko
- Dennis Haysbert – Donald Breedan
- William Fichtner – Roger Van Zant
- Natalie Portman – Lauren Gustafson
- Tom Noonan – Kelso

## Nagrody i nominacje
Nagrody Saturn 1995
- Najlepszy film akcji/przygodowy/thriller (nominacja)
- Najlepszy aktor drugoplanowy – Val Kilmer (nominacja)